# 野櫻俊一
野櫻 俊一（のざくら しゅんいち、？- 2011年7月26日）は、日本の化学者。専門は高分子化学。大阪大学名誉教授。理学博士。野桜俊一とも表記される。

## 人物・経歴
旧制静岡県立静岡中学校、旧制静岡高等学校を経て、1946年（昭和21年）、大阪大学理学部化学科卒業。東洋精機に在職（1946年〜1949年）。1955年（昭和30年）、大阪大学理学部助手。講師、助教授を経て、1971年（昭和46年）、大阪大学理学部高分子学科教授。1985年（昭和60年）、「ビニル重合体の構造と反応に関する研究」で高分子科学功績賞受賞。同大大学院理学研究科教授を経て、大阪大学名誉教授。

## 著書
- 『自然のしくみ』 大阪大学理学部化学教育研究会 編 化学同人 1987.10